# Islam Tulba
Islam Muhammad Abd al-Hafiz Muhammad Tulba, Islam Muhammad Abdulhafiz Muhammad Tolba (ar. إسلام محمد عبد الحفيظ محمد طلبه; ur. 8 lutego 1989) – egipski zapaśnik walczący w stylu klasycznym. Olimpijczyk z Londynu 2012, gdzie zajął szesnaste miejsce w kategorii 74 kg.
Zdobył srebrny medal na mistrzostwach Afryki w 2011 i na igrzyskach panarabskich w 2011. Trzeci na mistrzostwach śródziemnomorskich w 2012 roku.
- Turniej w Londynie 2012

Przegrał pierwszą walkę z Chorwatem Nevenem Žugajem i odpadł z turnieju.